# Serrapinnus calliurus
Serrapinnus calliurus és una espècie de peix de la família dels caràcids i de l'ordre dels caraciformes.

## Morfologia
- Els mascles poden assolir 3,2 cm de llargària total.[5]

## Reproducció
És ovípar.

## Hàbitat
Viu en zones de clima tropical.

## Distribució geogràfica
Es troba a Sud-amèrica: conques dels rius Paranà, Paraguai, Uruguai, i de la llacuna Laguna dos Patos.